# Port lotniczy Novo Mesto-Prečna
Port lotniczy Novo Mesto-Prečna – port lotniczy w miejscowości Podgora (gmina Straža), niedaleko miasta Novo mesto (Słowenia). Obsługuje połączenia krajowe.